# Staphyliniformia
L'infraordine degli Staphyliniformia Lameere, 1900, è un raggruppamento dell'ordine dei Coleoptera (sottordine Polyphaga).

## Sistematica
L'infraordine si suddivide in due superfamiglie:
- Superfamiglia Hydrophiloidea Latreille, 1802
  - Famiglia Hydrophilidae Latreille, 1802
  - Famiglia Sphaeritidae Shuckard, 1839
  - Famiglia Synteliidae Lewis, 1882
  - Famiglia Histeridae Gyllenhal, 1808

- Superfamiglia Staphylinoidea Latreille, 1802
  - Famiglia Hydraenidae Mulsant, 1844
  - Famiglia Ptiliidae Erichson, 1845
  - Famiglia Agyrtidae Thomson, 1859
  - Famiglia Leiodidae Fleming, 1821
  - Famiglia Silphidae Latreille, 1806
  - Famiglia Staphylinidae Latreille, 1802